# بروس مورو
بروس مورو (بالإنجليزية: Bruce Morrow)‏ هو دي جيه أمريكي، ولد في 13 أكتوبر 1935 في بروكلين في الولايات المتحدة.

## وصلات خارجية
- بروس مورو على موقع IMDb (الإنجليزية)
- بروس مورو على موقع قاعدة بيانات برودواي على الإنترنت (الإنجليزية)
- بروس مورو على موقع قاعدة بيانات الفيلم (الإنجليزية)